# 埃爾姆伍德鎮區 (伊利諾伊州皮奧里亞縣)
埃爾姆伍德鎮區（英語：Elmwood Township）是位於美國伊利諾伊州皮奧里亞縣的一個行政鎮區。

## 地方資料
根據2010年美國人口普查的數據，埃爾姆伍德鎮區的面積為94.70平方千米，當中陸地面積為93.50平方千米，而水域面積為1.20平方千米。當地共有人口2570人，而人口密度為每平方千米27.14人。